# Franz Magill
Franz Hermann Anton Magill, född 22 augusti 1900 i Kleist, död 14 april 1972 i Destedt, var en tysk ridlärare och SS-Obersturmbannführer. Han var en av de ansvariga för förintelsen i Vitryssland, då han bland annat beordrade massakern i Pinsk i augusti 1941.

## Biografi
Magill var till yrket ridlärare. Under 1930-talet tjänstgjorde han som ridinstruktör vid Reichswehrs kavalleri och vid SS-Junkerschule i Braunschweig.
Kort efter andra världskrigets utbrott i september 1939 kom han att tillhöra olika kavallerienheter inom Schutzstaffel (SS).
Den 22 juni 1941 anföll Tyskland sin tidigare bundsförvant Sovjetunionen och inledde Operation Barbarossa. Enligt Adolf Hitler var kriget mot Sovjetunionen ett ideologiskt förintelsekrig och den ”judisk-bolsjevikiska intelligentian” måste elimineras. De framryckande tyska arméerna följdes av Einsatzgruppen, mobila insatsgrupper. Chefen för Reichssicherheitshauptamt, Reinhard Heydrich, gav insatsgrupperna i uppdrag att mörda judar, romer, partisaner, politiska kommissarier (så kallade politruker) och andra personer som ansågs hota Tredje rikets säkerhet. Även kavallerienheter inom SS tog del i massmorden.

### Massakern i Pinsk
I slutet av juli 1941 fick SS-Kavallerie-Brigade i order av Reichsführer-SS Heinrich Himmler att genomsöka Pripjatträsken och mörda varenda jude som undkommit Einsatzgruppens första svep i regionen. SS-Kavallerie-Brigade bestod av två regementen, vilka anfördes av Gustav Lombard respektive Franz Magill. Magills enhet hade benämningen SS-Kavallerie-Regiment 2 eller SS-Totenkopf-Reiter-Standarte 2. I början av augusti 1941 anlände Magills regemente till Pinsk i sydvästra Vitryssland. Magill beordrade stadens Judenrat att den 6 augusti samla alla judiska män mellan 16 och 60 års ålder vid stadens järnvägsstation, under förespegling att de skulle rekryteras till ett särskilt arbetsuppdrag under tre dagar. På morgonen den 6 augusti fick de församlade judiska männen marschera ut ur staden, tills de kom till en öppet fält, där kollaboratörer hade grävt massgravar. SS-män omringade männen och beordrade dem att ställas sig på knä eller ligga ner. Gruppvis föstes de därefter till gravarna där de sköts med nackskott. Panik utbröt bland dem som väntade och vissa av dem bröt sig loss och rusade iväg. De flesta av dessa blev dock skjutna. Enligt officiella rapporter mördades 1 761 judiska män den 6 augusti. Massakern pågick under tre dagar. Det är inte känt exakt hur många personer som mördades, men det rör sig om minst 7 000–8 000, kanske så många som 9 000 offer. I en rapport daterad den 12 augusti 1941 angav Magill att endast "judiska plundrare" hade blivit skjutna, då Wehrmacht hade behov av skickliga judiska hantverkare.

### Operation Hornung
I slutet av december 1942 övertog Magill befälet för Sonderkommando Dirlewanger, då dess befälhavare Oskar Dirlewanger hade blivit sårad. Magill ledde i februari 1943 kommandot under Operation Hornung som syftade till att utplåna partisanverksamheten i regionen Hantsavitšy–Morocz–Lenin–Luninets i södra Vitryssland. Magill gav order om att området noggrant skulle genomsökas och att alla invånare skulle skjutas. Han betonade att området skulle förvandlas till ett ingenmansland.
År 1944 ingick Magill i 14. Waffen-Grenadier-Division der SS (galizische Nr. 1) som bland annat stred i området kring Brody i Galizien.

### Rättegång
År 1964 ställdes Magill och fyra andra före detta kavalleriofficerare inför rätta inför Landgericht Braunschweig; rättegången kom att benämnas SS-Reiterprozess. Magill erkände att han hade beordrat att alla judiska män i Pinsk skulle dödas. Den 20 april 1964 dömdes Magill till fem års fängelse för krigsförbrytelser begångna i Davyd-Haradok, Ivanava, Luninets och Pinsk.

## Befordringshistorik
- Untersturmführer: 20 april 1935
- Obersturmführer: 1 juni 1935
- Hauptsturmführer: 15 september 1935
- Sturmbannführer: 20 april 1938
- Obersturmbannführer: 20 april 1943

## Utmärkelser
- Järnkorset av andra klassen
- Krigsförtjänstkorset av andra klassen med svärd
- SS Hederssvärd
- SS-Ehrenring (Totenkopfring)